# غشية
الغَشْيَةأو الغَيْبَة[بحاجة لمصدر] هي حالة من تغير الوعي عن حالة الإدراك والوعي الكامل الطبيعي. يترافق حدوث الغشية مع التنويم الإيحائي وحالات التأمل والتواصل الروحي، وهو يستخدم في سياق علم نفس ماوراء الشخصي.

## اقرأ أيضاً
- روحانيات
- رجل الطب